# Akroma
 (avril 2019).
Akroma est un groupe de Black metal symphonique français originaire de Nancy en Lorraine. Formé en 2003 par Matthieu Morand et Alain Germonville, le groupe a publié 4 concept-albums autour de thématiques issues de la Bible. Dès son premier opus Sept, paru en 2006 Akroma est très remarqué par son esthétique peu commune et la qualité de ses compositions,,.

## Biographie

### Débuts (2003-2004)
Au hasard d'une rencontre en 2003 à Nancy, en Lorraine, Matthieu Morand et Alain Germonville décident de former un groupe qui serait à la croisée des chemins entre la brutalité et la théâtralité de Cradle of Filth et la musique progressive de Dream Theater. Depuis son départ de Scarve Alain Germonville est alors chanteur du groupe Darwin's Theory et Matthieu Morand assure toujours son poste de guitariste et chanteur du groupe de metal progressif Elvaron. 

### Sept(2004-2006)
Le concept biblique des Sept péchés capitaux est choisi comme trame de premier album. Chaque chanson possède a une durée de 7 minutes exactement et évolue dans une tonalité différente avec un chant en langue française. Matthieu Morand se charge de l'intégralité de la composition musicale et des orchestrations alors qu'Alain Germonville écrit les paroles. Akroma décide également de faire appel à sept guitaristes qui viendront chacun jouer un solo de guitare. Pour compléter l'équipe de musiciens, le groupe contacte la claviériste Julie Hénau, la chanteuse lyrique Adeline Gurtner et le bassiste Nicolas Colnot. En avril 2006, Akroma signe sur le label Manitou Music un contrat de distribution pour deux albums.

### Seth(2006-2009)
Pour le deuxième album, le groupe décide de choisir un thème cher à Alain Germonville passionné d’égyptologie : les Dix plaies d'Égypte. Le claviériste de Benighted Soul Flavien Morel rejoint alors Akroma ainsi que Lulu, la chanteuse du groupe parisien Angalys. Encore une fois, le groupe fera appel à des guitaristes qui viendront chacun jouer un solo de guitare sur chaque chanson. 

### La Cène(2009-2014)
Pour le troisième album, Akroma fait appel au batteur Thomas Das Neves, au bassiste Pierre-Yves Martin et à la chanteuse Soprano lyrique Laura Kimpe. Ayant honoré son contrat de deux albums sur le label Manitou Music, Akroma signe alors sur le label Fantai'Zic. Le thème biblique choisi pour cet album est celui des Douze Apôtres. Akroma fait donc logiquement appel à 12 chanteurs issus de la scène metal française pour interpréter chaque apôtre ce qui vaudra au groupe et au disque l'appellation d'Opera Metal Extrême,. Œuvre à la fois symphonique et violente l'album intitulé La Cène raconte l'histoire d'un homme qui pour se venger va choisir de reconstituer le Dernier repas de Jésus de la plus macabre des façons.

### Apocalypse [Requiem](depuis 2014)
Dès 2014, Akroma démarre un travail de composition sur l'ultime chapitre biblique : l'Apocalypse de Saint-Jean. La forme musicale du Requiem est alors adoptée pour évoquer la fin du monde. Les textes sont une alternance de chant en latin et, pour la première fois depuis 2003, de chant en anglais. C'est le batteur de Megadeth Dirk Verbeuren qui est sollicité pour enregistrer cet album.  

## Membres

### Membres actuels
- Matthieu Morand - guitare et orchestration (depuis 2003)
- Alain Germonville - chant (depuis 2003)
- Pierre-Yves Martin - basse (depuis 2010)
- Laura Kimpe - chant lyrique (depuis 2014)

### Musiciens invités
- Dirk Verbeuren - batterie sur Apocalypse [Requiem][10]
- Shuguang Li - piano sur Apocalypse [Requiem]
- Hélène Dautry - violoncelle sur La Cène
- Lorraine François - harpe sur La Cène
- Sophie Habert - narration sur La Cène
- Thibaut Coisne - solo de guitare sur Sept et Seth
- Nicolas Soulat - solo de guitare sur Sept et Seth
- Alex Hilbert - solo de guitare sur Sept et Seth
- Benjamin Sertelon - solo de guitare sur Sept et Seth
- Pascal Lanquetin - solo de guitare sur Sept et Seth
- Alexis Baudin - solo de guitare sur Sept
- Bertrand Drécourt - solo de guitare sur Sept et Seth
- Elise Allart - flûte sur Sept
- Remy Chopinez - violon sur Sept
- Aurélien Ferrette - violoncelle sur Sept
- Florent Laboy - hautbois sur Sept
- Catherine Morand - basson sur Sept
- Christophe Danjon - solo de guitare sur Seth
- Victor Lafuente  - solo de guitare sur Seth
- Thomas Leroy - solo de guitare sur Seth
- Hugo Lefebvre - solo de guitare sur Seth
- Patrick Germonville - chant sur Seth et La Cène
- Philippe Courtois de l'Argilière - chant sur La Cène
- Matthieu Jouvert - chant sur La Cène
- Frank Laprévotte - chant sur La Cène
- Black Messiah - chant sur La Cène
- Kamel Guellil - chant sur La Cène
- Laurent Gisonna - chant sur La Cène
- Nicolas Calnibalosky - chant sur La Cène
- Sotaa - chant sur La Cène
- Sébastien Daspet - chant sur La Cène
- Emmanuel Starczan - chant sur La Cène
- Emmanuel Lévy - chant sur La Cène

### Anciens membres
- Nicolas Colnot - basse (2004-2010)
- Thomas Das Neves - batterie (2010-2016)
- Adeline Gurtner - chant lyrique (2003-2006)
- Julie Hénau - claviers (2003-2006)
- Lulu - chant clair (2006-2009)
- Flavien Morel - claviers (2006-2009)